# 국도 제382호선 (일본)
국도 제382호선(일본어: 国道382号)은 나가사키현 쓰시마시와 사가현 가라쓰시를 잇는 일본의 일반 국도이며, 일본의 대표적인 해상 국도다.
특이하게도 이 국도는 쓰시마섬과 이키섬에 놓인 국도이지만 중간에 바다에 의해 놓여 있어 단절된 도로이기도 하다. 그리고 쓰시마섬에서는 중간에 만제키바시라는 다리가 놓여 있는 특이 사항이 있다.
총 연장 중 해상 구간은 80.2 km, 실제 연장은 109.4 km, 현도의 경우 108.5 km 등으로 각각 구성되어 있으며 중복 구간은 사가현 한정 0.6 km인 것으로 드러나며 실제 연장 구간 중 사가현 구간은 고작 2.1 km에 불과하다.

## 주요 경유지
- 나가사키현 : 쓰시마시 (히타카츠 - 이즈하라) - 이키시
- 사가현 : 가라쓰시
- 비고 : 쓰시마시~이키시, 이키시~가라쓰시 사이 구간은 해상 구간으로 분류, 규슈 유센 소속 여객선(혹은 페리)을 통해 연결 가능함.

## 여담
쓰시마섬에서 한일 해저 터널을 통해 부산으로 연결될 경우 한국 2번 국도와 직결될 가능성이 높은 도로가 될 것이며, 아시안 하이웨이 1호선의 일부 육상부 구간 편입 가능성도 잠재적으로 높다.

## 교차 가능한 도로
국도
- 국도 제202호선
- 국도 제204호선

현도
- 나가사키현도 제39호선 (23, 59호선 제외 나머지 노선들은 쓰시마시에 관통)
- 나가사키현도 제56호선
- 나가사키현도 제48호선
- 나가사키현도 제24호선
- 나가사키현도 제44호선
- 나가사키현도 제64호선
- 나가사키현도 제23호선 (이키시 관통 노선)
- 나가사키현도 제59호선 (이키시 관통 노선)
- 사가현도 제23호선
- 사가현도 제33호선
- 사가현도 제320호선

## 갤러리

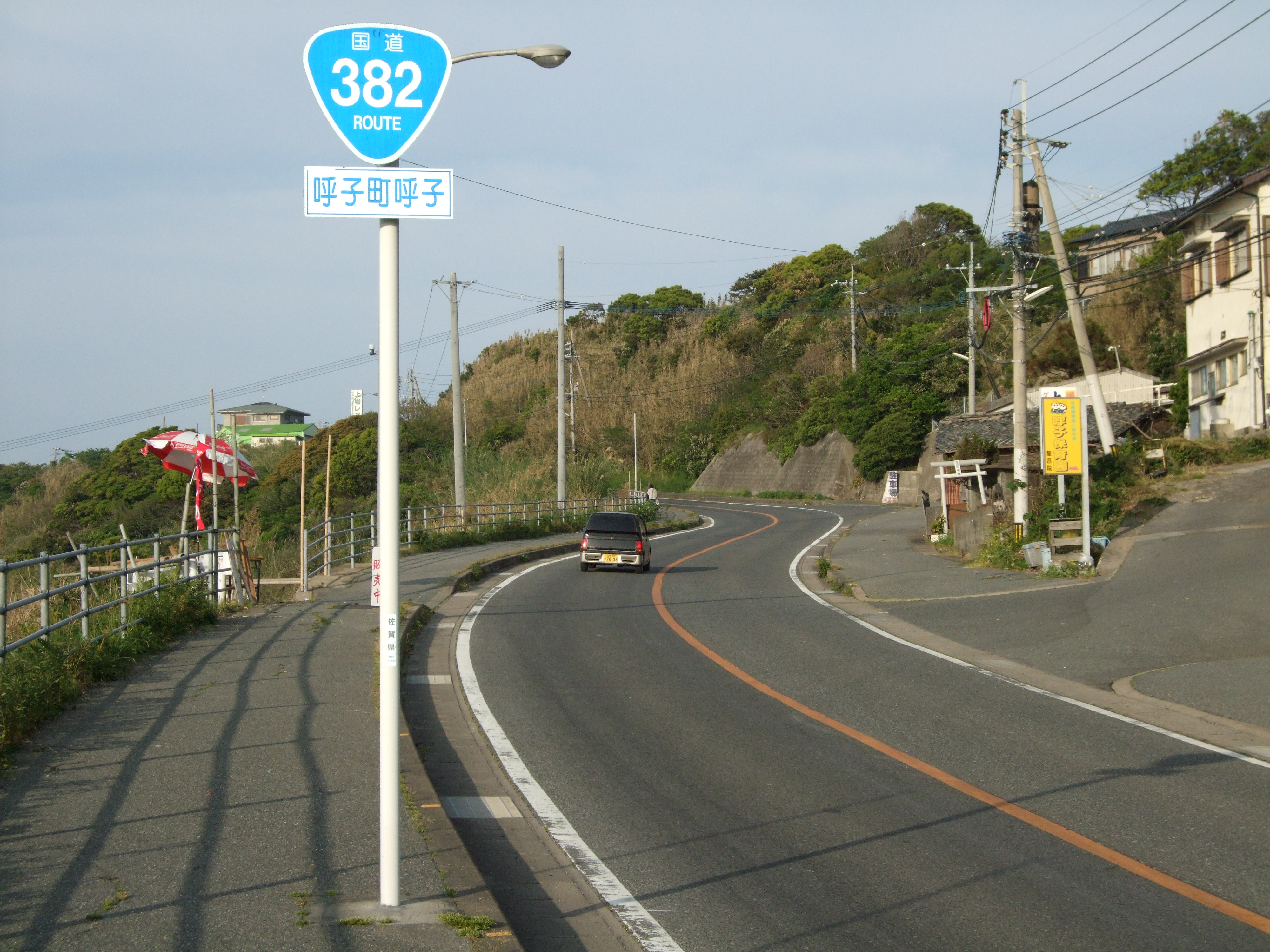
일본 382번 국도의 구간인 사가현 요부코정 일대이다.
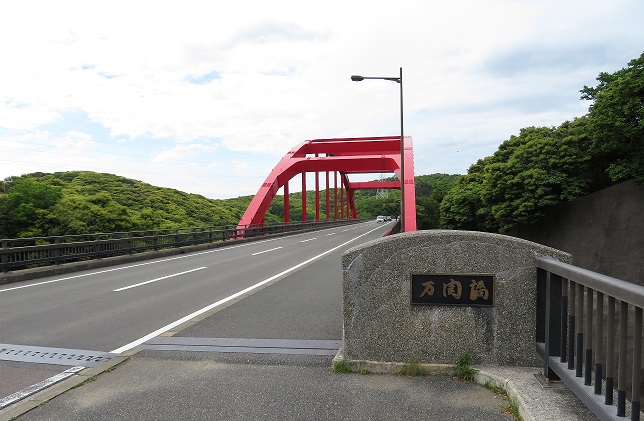
만제키바시에 놓인 382번 국도.
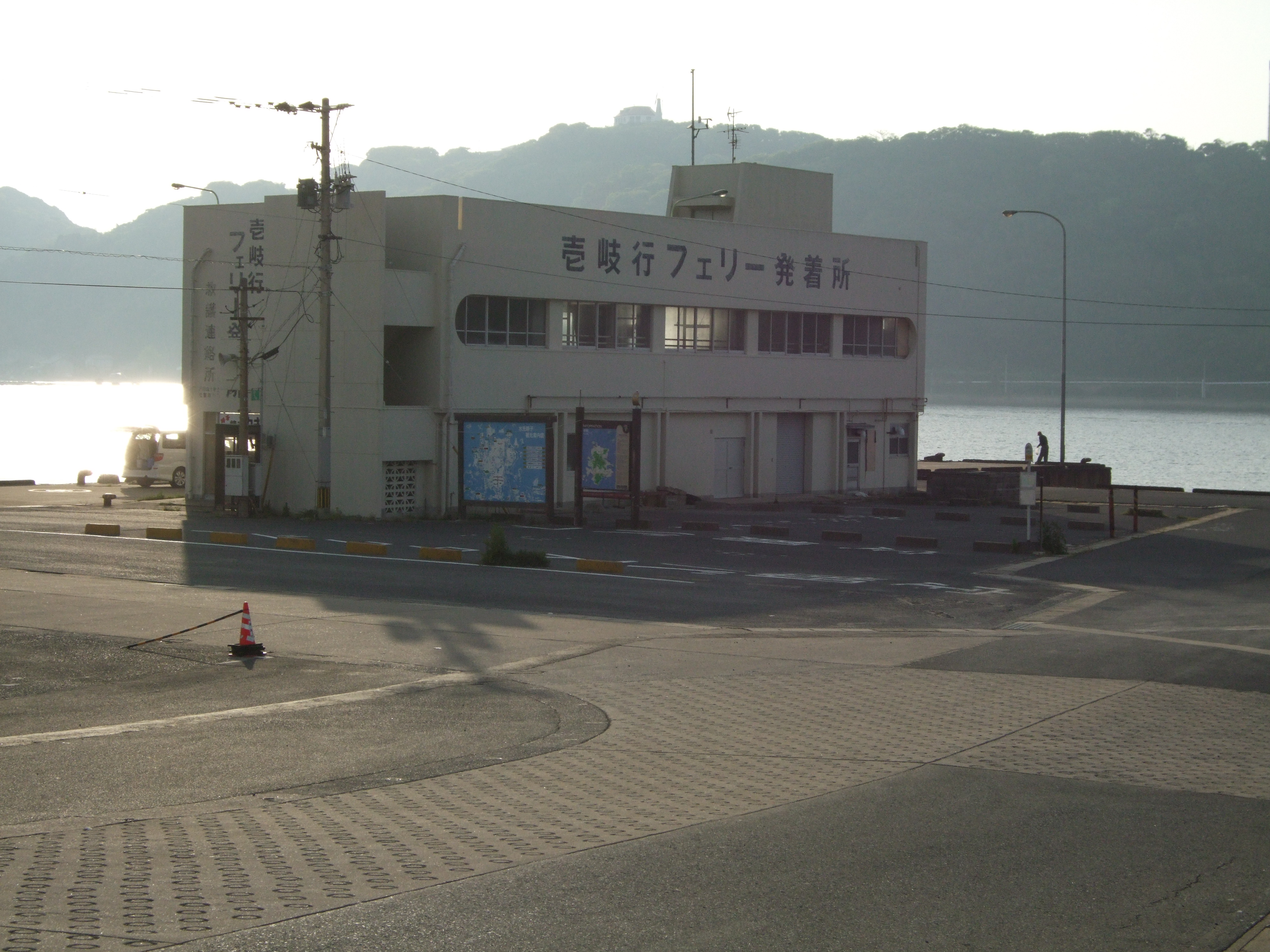
요부코항 (옛 이키행 페리 발착소)